# Ludvig Moltke (oversætter)
 Der er flere personer med dette navn, se Ludvig Moltke.
Adam Ludvig Joachim Moltke (10. december 1805 i Aalborg – 29. august 1872 i København) var en dansk oversætter.
Han var født i Aalborg 10. december 1805 som søn af kammerherre Andreas Georg Adam Moltke (d. 1846) blev L. Moltke 1822 student fra Aalborg Katedralskole, 1829 juridisk kandidat. 1838 fik han ansættelse som kopist i Justitskontoret under Den kongelige Landsoverret samt Hof- og Stadsret, senere i Københavns Skifteret, og 1849 valgtes han til sekretær («Notarius») ved Københavns Borgerrepræsentation. Han døde i København 29. august 1872.
Siden 1835 oversatte Moltke en stor mængde bøger fra engelsk, især romaner af Charles Dickens, Henry Bulwer, James Fenimore Cooper, Frederick Marryat, Henry James, Charles Lever, også historiske skrifter og rejsebeskrivelser af William H. Prescott, Austen Henry Layard, Washington Irving og W. Russell; fra tysk og fransk har han ligeledes oversat et og andet. Skønt især hans oversættelser af Dickens var meget læste, og han har indlagt sig virkelig fortjeneste ved at indføre denne udmærkede forfatter i den danske litteratur, kan det ikke skjules, at hans fordanskninger undertiden er temmelig fejlfulde og bære præg af hastværk. Moltke blev i den anledning genstand for et heftigt angreb af translatør Ferd. C. Sørensen (Litteratur og Makulatur, 1872). 1840-47 var han medredaktør af Juridisk Ugeskrift. Han ægtede 1840 Louise Ernestine Bramsen (1806-1878), søster til direktør Louis Ernst Bramsen.